# Tetrakvark
Tetrakvarkar kallas inom partikelfysiken hypotetiska hadroner uppbyggda av fyra kvarkar (två vanliga kvarkar och två antikvarkar).  Det finns inga övertygande experimentella belägg för deras existens, som betraktas som möjlig men knappast trolig.
Flera experiment har genom åren rapporterat om förmenta upptäckter av tetrakvarkar.  Ingen av dessa upptäckter har dock blivit bekräftade och sedermera allmänt accepterade bland forskare.